# NGC 112
NGC 112 je galaksija u zviježđu Andromeda.

## Vanjske poveznice
- SEDS: NGC 0112